# Хризостом (Евич)
Митрополи́т Хризосто́м (в миру Ра́йко Е́вич, серб. Рајко Јевић; 4 марта 1952, село Водженици, община Босански-Петровац, Босния и Герцеговина, Югославия) — епископ Сербской православной церкви (СПЦ), митрополит Дабро-Боснийский. С 20 ноября 2020 по 19 февраля 2021 был председателем Архиерейского синода СПЦ.

## Биография
Начальное образование получил в родном селе.
20 сентября 1971 года, во время обучения в семинарии Трёх Святителей при монастыре Крка, принял монашеский постриг с именем Хризостом. 14 сентября того же года рукоположён в сан иеродиакона. В 1973 году окончил семинарию Трёх Святителей.
10 июня 1973 года рукоположён в сан иеромонаха. Служил в Далматинской епархии секретарём епископа Стефана (Боцы) и секретарём церковного суда.
В 1980 году окончил Университет Аристотеля в Салониках.
С 1981 по 1991 год служил преподавателем и воспитателем в семинарии Трёх Святителей при монастыре Крка.
23 мая 1991 года был избран епископом возобновлённой Бихачско-Петровацкой епархии.
Его хиротония состоялась 12 июля, а настолование — 4 августа.
Серьёзный урон епархии нанесла гражданская война в Боснии и Герцеговине. 13 сентября 1995 года епископ Хризостом был выдворен из своей резиденции в городе Ключе, а 10 октября — изгнан из пределов своей епархии.
Возвратился в епархию 5 февраля 1996 года, по вступлении в силу Дейтонского соглашения. С 1996 года проживал как беженец в селе Подрашници, в Шипове и в монастыре Клисины под Приедором. Возвратиться в свой кафедральный город Петровац Боснийский он смог лишь осенью 2002 года.
11 ноября 2005 года по предложению Ясеновацкого комитета Архиерейского собора Архиерейский синод Сербской православной церкви включил епископа Хризостома в состав комитета.
В 2012 году награждён Орденом Республики Сербской.
С 1 июня 2013 года — епископ Зворницко-Тузланский.
24 мая 2017 года решением Собора Сербской православной церкви назначен митрополитом Дабробосанским.
20 ноября 2020 года, в день смерти патриарха Иринея, решением Архиерейского синода СПЦ назначен председателем Архиерейского синода СПЦ, который вплоть до избрания нового патриарха исполняет патриаршие обязанности.